# Centinela del Cóndor (kanton)
Centinela del Cóndor – kanton w prowincji Zamora-Chinchipe, w Ekwadorze. Stolicą kantonu jest Zumbi.